# Faust (banda)

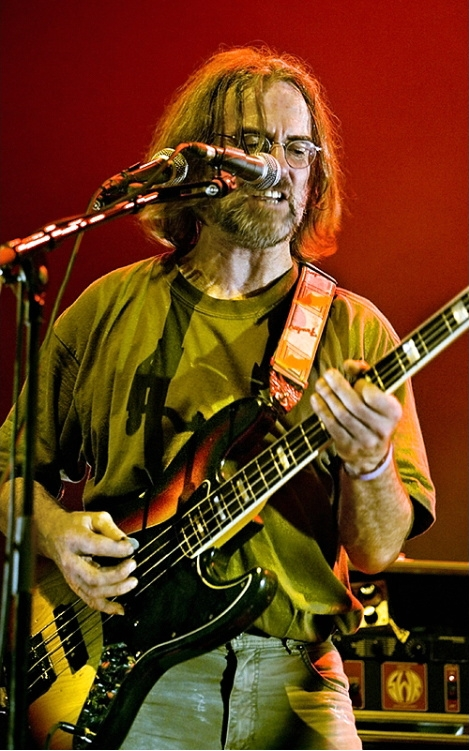
Jean Hervé Péron.

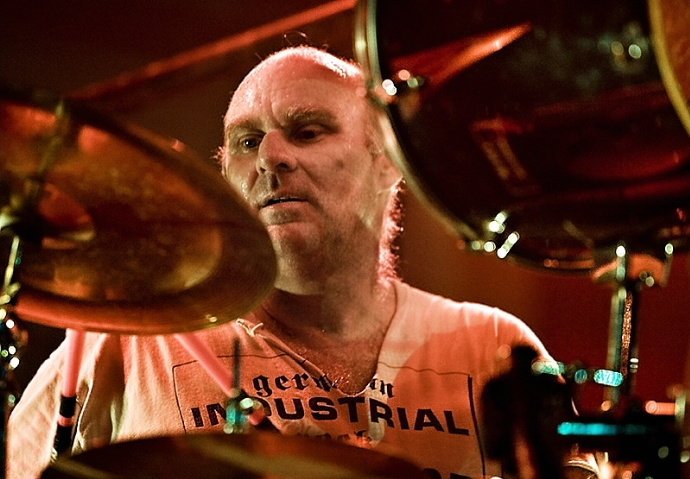
Werner Zappi Diermaier.

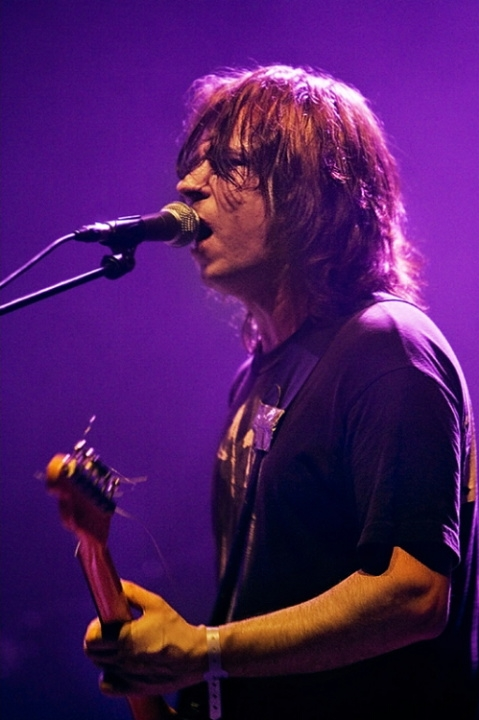
Amaury Cambuzat.

Faust é uma banda alemã de krautrock, originalmente constituída por Hans Joachim Irmler, Werner "Zappi" Diermaier, Arnulf Meifert, Jean-Hervé Péron, Gunther Wustoff e Rudolf Sosna, juntos ao produtor Uwe Nettelbeck e ao engenheiro de som Kurt Graupner.
A banda ficou conhecida pela apresentação visual e inovadora de seus discos. Os shows, altamente performáticos, incluía combinações inusitadas de luzes, poesias e pinturas ao vivo. O álbum de estréia foi editado com vinil e capa transparentes, incluindo a radiografia de um punho impressa com a técnica do silk screen na parte frontal da capa. Em "So Far", além do farto uso do preto, no encarte há imagens que remetem, cada uma, às faixas do vinil. "Faust IV", por sua vez, traz em sua capa uma pauta musical totalmente em branco e esta talvez seja a imagem que melhor traduz o som livre do grupo. Infelizmente, o impacto visual foi minimizado com a transposição dos projetos gráficos originais para o formato CD.
Atualmente, o Faust é considerado os precursores de estilos como a música industrial, noise rock e o ambient, fato que os torna uma das bandas alemãs de maior influência sobre a música pop contemporânea, ao lado de conterrâneos como Kraftwerk e Can.

## História
O grupo foi formado em 1971 na zona rural de Wümme, Alemanha. A banda assinou um lucrativo contrato com a Polydor e em seguida gravou seu álbum de estréia, "Faust", que vendeu modestamente, mas recebeu elogios da crítica por sua proposta inovadora, além de atrair fãs devotados. Faust se tornou uma das primeiras bandas internacionalmente apreciadas do gênero que ficou conhecido como krautrock.
Faust foi um dos primeiros artistas a assinar com o selo Virgin Records, de Richard Branson, que com uma campanha de marketing um tanto audaciosa para a época pretendia introduzir o grupo no mercado britânico. "The Faust Tapes" foi um álbum de colagens sonoras feitas a partir de um extenso acervo de gravações pessoais originalmente não destinadas para lançamento comercial, mas hoje é considerado um dos seus melhores trabalhos e, talvez, seja o primeiro disco de um grupo pop a ser totalmente elaborado como o que hoje é conhecido como sampling (uma forma muito comum de composição, bastante apreciada por DJ's e rappers). A Virgin Records o lançou pelo preço de um single e o álbum acabou vendendo 100.000 cópias, mas por ser muito barato foi considerado inelegível para as paradas de discos.
O Faust se desfez em 1975 após a Virgin rejeitar seu quinto álbum (algumas faixas desse trabalho apareceram mais tarde em "Munich and Elsewhere"), mas relançamentos de suas gravações anteriores e material inédito foram editados pela Recommended Records, de Chris Cutler, o que ajudou a manter o interesse do público e da crítica pelo grupo ao longo dos anos.

## Discografia

### Álbuns
- Faust (1971)
- Faust So Far (1972)
- The Faust Tapes (1973)
- Faust IV (1973)
- Outside The Dream Syndicate (1973) Com Tony Conrad
- Munich and Elsewhere (1987) Compilação de material inédito
- The Last LP (1988) Também conhecido como "The Faust Party Album"
- Rien (1995)
- Untitled (1996) Compilação de material ao vivo e inédito
- Faust Concerts, Volume 1: Live in Hamburg, 1990 (1996)
- Faust Concerts, Volume 2: Live in London, 1992 (1996)
- You Know FaUSt (1997)
- Edinburgh 1997 (1997)
- Faust Wakes Nosferatu (1998) O CD e o vinil possuem músicas totalmente diferentes
- Ravvivando (1999)
- Land of Ukko & Rauni (2000)
- Freispiel (2002) Remixes de Ravviviando
- Patchwork (2002)
- Derbe Respect, Adler (2004) Com Dalek
- Inside the Dream Syndicate (2005) Com Tony Conrad
- Od Serca Do Duszy (2007)

### Compilações
- Munich and Elsewhere (1986)
- The Last LP: Faust Party No. 3, 1971-1972 (1988)
- 71 Minutes of Faust (1996) Compilação de material dos dois últimos anteriores
- Faust/Faust So Far (2000)
- The Wumme Years: 1970-1973 (2000)
- BBC Sessions + (2001)
- Patchwork 1971-2002 (2004)